# آبجوی داف
آبجوی داف (به انگلیسی: Duff Beer) نام تجاری آبجو است که به عنوان یک نوشیدنی تخیلی در سریال انیمیشن آمریکایی سیمپسون‌ها شکل گرفت. در سال ۲۰۱۶، تایم آبجوی داف را در فهرست تأثیرگذارترین شرکت‌های خیالی تمام دوران قرار داد.